# Plainfield (Illinois)
Plainfield – wieś w Stanach Zjednoczonych, w stanie Illinois, w hrabstwie Will.